# 레당주주

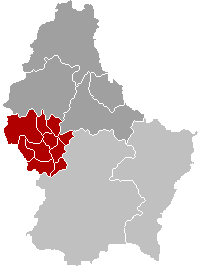
레당주 주의 위치

레당주주(룩셈부르크어: Kanton Réiden, 독일어: Kanton Redingen, 프랑스어: Canton de Redange)는 룩셈부르크를 구성하는 12개 주 가운데 하나로, 행정 구역상으로는 디키르히 구에 속한다. 주도는 레당주이며 면적은 267.49km2, 인구는 14,499명(2005년 기준), 인구 밀도는 54명/km2, 높이는 232~554m이다. 10개 지방 자치체(Beckerich, Ell, Grosbous, Préizerdaul, Rambrouch, Redange(레당주), Saeul, Useldange, Vichten, Wahl)를 관할한다.